# Royas
Royas är en kommun i departementet Isère i regionen Auvergne-Rhône-Alpes i sydöstra Frankrike. Kommunen ligger i kantonen Saint-Jean-de-Bournay som tillhör arrondissementet Vienne. År 2022 hade Royas 410 invånare.

## Befolkningsutveckling
Antalet invånare i kommunen Royas
Referens:INSEE